# Peoples Natural Gas Field
Le Peoples Natural Gas Field (anciennement le Blair County Ballpark) est un stade de baseball situé à Altoona (Pennsylvanie) aux États-Unis. Cette enceinte inaugurée en 1999 est utilisée par l'équipe d'Altoona Curve qui évolue en Eastern League (niveau AA).

## Dimensions
- Champ gauche : 325 ft
- Champ centre : 405 ft
- Champ droit : 325 ft